# Tommy Vercetti

Thomas Vercetti, veelal Tommy genoemd, is een personage uit het computerspel Grand Theft Auto: Vice City. Hij speelt als de hoofdpersoon van het spel die door de speler zelf bestuurd kan worden (Player Character). Tommy is ingesproken door Ray Liotta en gemotion-captured door Jonathan Sale.
Tommy werkte begin jaren 70 voor de Forelli Family in Liberty City, maar toen hij in 1971 in opdracht van Sonny Forelli een groot aantal tegenstanders vermoordde in de wijk Harwood werd hij opgepakt en kreeg 15 jaar celstraf. Door dit incident kreeg Tommy de bijnaam 'The Harwood Butcher'. Na zijn vrijlating in 1986 wordt Tommy naar Vice City gestuurd door Sonny Forelli, omdat Sonny betwijfelt of Tommy nog in de hand te houden is na 15 jaar in de gevangenis te hebben gezeten. Tommy komt met twee maffialeden, Harry en Lee in Vice City aan en wordt ontvangen door Ken Rosenberg. Hij moet direct na aankomst een drugsdeal sluiten met de gebroeders Vance die per helikopter in de haven arriveren, maar als Tommy het geld wil overhandigen in ruil voor de drugs blijkt dat ze in een hinderlaag zijn gelopen. Alleen Tommy weet samen met Ken Rosenberg te ontsnappen per auto, en Lance Vance per helikopter.
Na de mislukte drugsdeal met Lance Vance, waarbij Harry, Lee en Victor Vance, de hoofdpersoon van GTA: Vice City Stories omkomen moet Tommy aan geld zien te komen en gaat op zoek naar de persoon achter de aanslag. Al vroeg in het verhaal blijkt dat de dader van de moordpoging Ricardo Diaz is, hoewel indirect omdat hij alleen opdracht gaf tot de poging tot moord. Ricardo Diaz wordt later vermoord door Tommy Vercetti en Lance Vance waarbij ze zijn villa, landgoed, eigendommen en maffia overnemen.
Sonny ruikt onraad, als hij te horen krijgt wat Tommy allemaal verwezenlijkt in Vice City.
Hij besluit Tommy te komen bezoeken in de Vercetti Estate om het bedrag van de deal op te komen halen.
Lance verraadt Tommy aan Sonny Forelli, en Tommy vermoordt hen beiden.

## Trivia
- Op de graffiti in het spel Grand Theft Auto IV staat vermeld dat Tommy Vercetti, samen met andere hoofdpersonen uit andere GTA-spellen, overleden is.